# Rojsciszki
Rojsciszki (biał. Ройсцішкі; ros. Ройстишки, Rojstiszki; pol. hist. Znajdowszczyzna) – chutor na Białorusi, w obwodzie grodzieńskim, w rejonie ostrowieckim, w sielsowiecie Michaliszki, nad zbiornikiem zaporowym na Straczy.
Chutor położony jest na terenie Rezerwatu Krajobrazowego Jeziora Soroczańskie.

## Historia
W dwudziestoleciu międzywojennym folwark Znajdowszczyzna leżący w Polsce, w województwie wileńskim, w powiecie święciańskim, w gminie Aleksandrowo/Żukojnie.
Po II wojnie światowej w granicach Związku Sowieckiego. Od 1991 w niepodległej Białorusi.